# 齊安宮
齊安宮位於四川省瀘州市古藺縣，文物遺址年代判定為清代。2007年6月1日公佈為四川省第七批文物保護單位。